# العلاقات السريلانكية الغانية
العلاقات السريلانكية الغانية هي العلاقات الثنائية التي تجمع بين سريلانكا وغانا.

## مقارنة بين البلدين
هذه مقارنة عامة ومرجعية للدولتين:
| وجه المقارنة                                              | سريلانكا                         | غانا         |
| --------------------------------------------------------- | -------------------------------- | ------------ |
| المساحة (كم2)                                             | 65.61 ألف                        | 238.53 ألف   |
| عدد السكان (نسمة)                                         | 21.44 مليون                      | 26.91 مليون  |
| الكثافة السكانية (ن./كم²)                                 | 326.78                           | 112.82       |
| العاصمة                                                   | سري جاياواردنابورا كوتي، كولمبو  | أكرا         |
| اللغة الرسمية                                             | اللغة السنهالية، اللغة التاميلية | لغة إنجليزية |
| العملة                                                    | روبية سريلانكي                   | سيدي غاني    |
| الناتج المحلي الإجمالي (بليون دولار)                      | 87.17 مليار                      | 47.33 مليار  |
| الناتج المحلي الإجمالي (تعادل القوة الشرائية) بليون دولار | 246.62 مليار                     | 115.41 مليار |
| الناتج المحلي الإجمالي الاسمي للفرد دولار أمريكي          | 3.93 ألف                         | 1.37 ألف     |
| الناتج المحلي الإجمالي للفرد دولار أمريكي                 | 11.11 ألف                        | 4.08 ألف     |
| مؤشر التنمية البشرية                                      | 0.757                            | 0.579        |
| رمز المكالمات الدولي                                      | +94                              | +233         |
| رمز الإنترنت                                              | .lk،                             | .gh          |
| المنطقة الزمنية                                           | ت ع م+05:30                      | 00           |

## منظمات دولية مشتركة
يشترك البلدان في عضوية مجموعة من المنظمات الدولية، منها:
| علم المنظمة | اسم المنظمة                               | تاريخ انضمام سريلانكا | تاريخ انضمام غانا |
| ----------- | ----------------------------------------- | --------------------- | ----------------- |
|             | مؤسسة التنمية الدولية                     | 27 يونيو 1961         | 29 ديسمبر 1960    |
|             | يونسكو                                    | 14 نوفمبر 1949        | 11 أبريل 1958     |
|             | وكالة ضمان الاستثمار متعدد الأطراف        | 27 مايو 1988          | 29 أبريل 1988     |
|             | الأمم المتحدة                             | 14 ديسمبر 1955        | 8 مارس 1957       |
|             | دول الكومنولث                             | 1948                  | ?                 |
|             | الاتحاد البريدي العالمي                   | ?                     | ?                 |
|             | البنك الدولي للإنشاء والتعمير             | 29 أغسطس 1950         | 20 سبتمبر 1957    |
|             | الاتحاد الدولي للاتصالات                  | 1897                  | 17 مايو 1957      |
|             | منظمة حظر الأسلحة الكيميائية              | ?                     | ?                 |
|             | مؤسسة التمويل الدولية                     | 20 يوليو 1956         | 3 أبريل 1958      |
|             | المركز الدولي لتسوية المنازعات الاستشارية | 11 نوفمبر 1967        | 14 أكتوبر 1966    |
|             | منظمة التجارة العالمية                    | ?                     | ?                 |
|             | منظمة الشرطة الجنائية الدولية             | ?                     | ?                 |

## وصلات خارجية
- موقع وزارة الخارجية السريلانكية
- موقع وزارة الخارجية الغانية